# 大泉院
大泉院（だいせんいん）は、埼玉県さいたま市桜区にある曹洞宗の寺院。

## 歴史
室町時代、武人の春日行光による財政援助によって建立された曹洞宗の寺社。開山は喜庵総悦。徳川家康より寺領五石の寄進を受け、その寄進状及び朱印状が浦和市時代に市指定文化財となっている。ほかに春日氏の墓が市指定史跡に、ウスギモクセイが市指定天然記念物となっている。

## 文化財
さいたま市指定有形文化財
- 大泉院寺領寄進状及び朱印状 十二通

さいたま市指定史跡
- 春日氏一族の墓[2]

さいたま市天然記念物
- 大泉院のウスギモクセイ（1996年に浦和市指定天然記念物となる）

## アクセス
- JR東北本線北浦和駅西口よりバス　大久保行き領家下車徒歩1分